# RENFE-Baureihe 101
Die RENFE-Baureihe 101 war die Breitspurversion (1668 mm) der als AVE eingesetzten Baureihe 100. Da von der RENFE, der spanischen Staatsbahn, ursprünglich 24 AVE-Einheiten bestellt wurden, in der späteren Planungsphase aber damit eine Überkapazität an Triebzügen festgestellt wurde, entschloss sich die RENFE, sechs dieser Hochgeschwindigkeitszüge für das spanische Breitspurnetz auslegen zu lassen. Bedingt durch den Gleichstrombetrieb im spanischen Breitspurnetz war sowohl die Leistung als auch die Höchstgeschwindigkeit geringer als bei den Regelspureinheiten unter 25 kV.
Die Triebzüge wurden zwischen 1997 und 2009 auf dem so genannten Corredor Mediterráneo – der Küstenstrecke von Barcelona über Valencia nach Alicante – als Euromed eingesetzt. Am 30. März 2002 ereignete sich im Bahnhof Torredembarra ein Zusammenstoß zwischen einem Regionalzug der Baureihe 448, dessen Triebwagenführer ein haltzeigendes Signal missachtet hatte und auf das Durchfahrtsgleis geriet, und einem Euromed der Baureihe 101, der die Station mit etwa 155 km/h durchfuhr. Zwei Menschen verloren das Leben und 142 wurden verletzt. Einer der Triebköpfe der Garnitur 101 musste vom Hersteller Alstom mit einem der laufenden Serie entnommenen Wagenkasten neu aufgebaut werden und ähnelt seitdem äußerlich denen der TGV POS.
Im Zuge des weiteren Ausbaues des spanischen Hochgeschwindigkeitsnetzes wurden die Euromed-Einheiten bis 2010 auf Regelspur umgebaut und in die Baureihe 100 eingegliedert.